# وادي البيولوجيا
وادي البيولوجيا (بالإنجليزية : BioValley) هو مجمع رائد في علوم الحياة في أوروبا، تأسس عام 1996. يربط الأوساط الأكاديمية و الشركات لثلاث بلدان في وادي الراين الأعلى و هي: ألمانيا وفرنسا وسويسرا. الهدف الرئيسي منه هو التعاون المشترك بين الأوساط الأكاديمية و الشركات لتحسين البحوث في المجالات المتعلقة بعلوم الحياة و تشمل: علم الأدوية، التقانة الحيوية، تقنية النانو، التقانة الطبية، علم الكيمياء، التقانة الحيوية الزراعية.

## روابط خارجية
- Webpage Trinational Biovalley
- Webpage Biovalley Basel
- Webpage Alsace Biovalley
- Webpage Biovalley Germany